# Анатолий Зографски
Анатолий Зографски (Жунгуловски) е български възрожденски духовник от Македония.

## Биография
Според Атанас Шопов, който черпи сведения от игумена на Зографския манастир Натанаил, и според надпис на гърба на запазен в Зограф негов портрет, Анатолий Зографски е роден е в дебърското село Лазарополе, тогава в Османската империя, в Жунгуловския род. Според Ефтим Георгиев Кокалевски от Лазарополе, Анатолий е родом от съседното на Лазарополе Могорче около 1765 година. Баща му умира млад в бедност около 1770 година и вдовицата му с пет-шестгодишния им син обикаля мияшките села по просия и се жени за овдовелия заможен жител на Лазарополе Тодор Велев, който осиновява Анатолий. След 6 години майка му остава втори път вдовица, но тъй като наследява пари, изпраща детето си да учи в Бигорския манастир. След 5 години, тоест около 1775 година, умира и майка му, Анатолий продава имотите си и се замонашва в Кичевския манастир. Там продължва образованието си още 6 години и става архидякон.
Мести се в Зограф, където става архимандрит. В началото на XIX век положението на българите в Дебърско става нетърпимо вследствие на безнаказаните албански золуми и в 1805 година кехаята от Галичник Томо Томовски заминава за столицата да търси намеса на властите, а в Зограф пристига Гюрчин Кокалевски, за да моли Анатолий да се обърне към руските власти и благодарение на постъпките му Бигорският манастир е спасен.
През 1818 година е изпратен в Русия със задача да върне разположения в Бесарабия Каприянски манастир под управлението на Зограф. Остава в Санкт Петербург до 1838 година, печели благоразположението на царското семейство и става възпитател в двореца. Удостоен е с ордени „Св. княз Владимир“ (3-та степен) и „Св. Анна“ (2-ра степен). Назначен е за наставник при църквата на руското посолство в Атина. Заема тази длъжност до 1844 година. Анатолий поддържа връзки с Биторския и Кичевския манастир и от Русия. В 1830 година изпраща майстор от Света гора, който да ръководи строежа на църквата „Свети Георги“ в Лазарополе.
След това се завръща в Зограф, където умира на 22 юни 1848 година.
Анатолий Зографски е прадядо на Теофил Аврамов.